# Rocca di Gibilterra
La Rocca di Gibilterra (in inglese Rock of Gibraltar; in spagnolo Peñón de Gibraltar; in arabo جبل طارق‎? che significa "Monte di Tariq"; in latino Mōns Calpē; in greco antico: Κάλπη Όρος?, Kálpē Óros) è un promontorio nel territorio britannico d'oltremare di Gibilterra.

## Geologia
La Rocca di Gibilterra è un promontorio di origine calcarea (36°08′43″N 5°20′35″W) e risale al periodo Giurassico, circa 200 milioni di anni fa, quando la placca africana si scontrò con la placca euroasiatica. Il mar Mediterraneo divenne un mare chiuso, che si prosciugò durante la crisi di salinità del Messiniano. Si aprì poi lo stretto di Gibilterra e quindi il Mediterraneo assunse la sua attuale conformazione. La Rocca fa parte della Cordigliera Betica, una catena montuosa nella parte meridionale della Penisola iberica.
Oggi, la Rocca di Gibilterra forma una penisoletta legata alla parte meridionale della Spagna. Nella parte nord arriva fino a un'altezza di 411,5 metri alle Rock Gun Battery. Il punto più alto è di 426 metri. Nella Rocca di Gibilterra si trovano circa 100 caverne, e la St. Michael's Cave è una popolare destinazione turistica. Nella Gorham's Cave sono stati trovati resti dell'uomo di Neandertal di 30.000 anni fa. Inoltre sono stati trovati resti di animali di cui si erano alimentati, il che indica come l'uomo di Neandertal avesse una dieta molto diversificata.

## Galleria d'immagini

Mappa di Gibilterra.
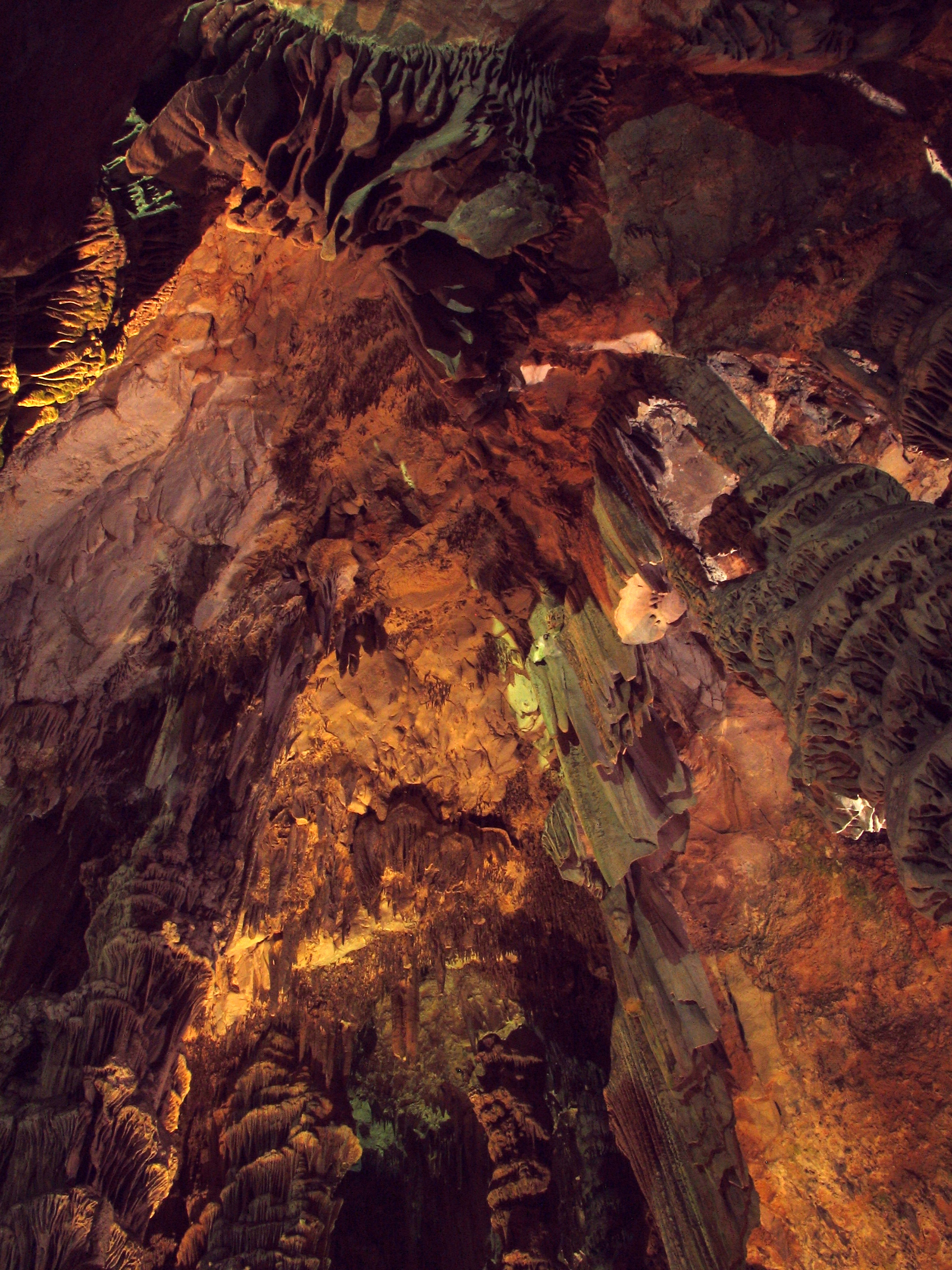
La St. Michael's Cave.
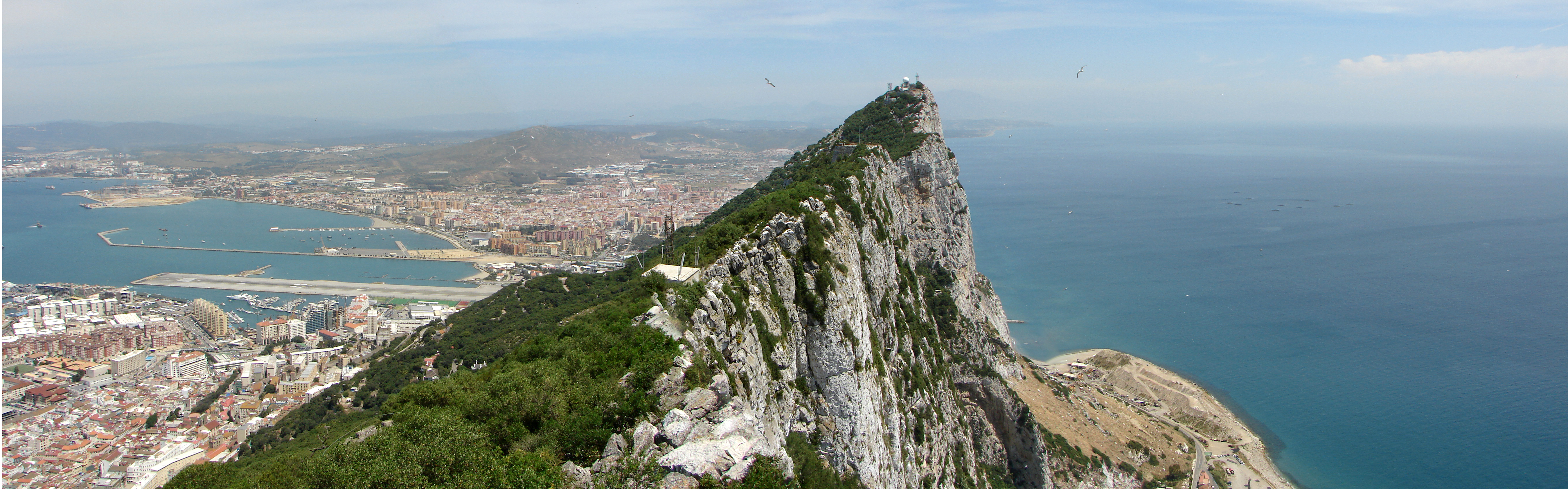
La Rocca di Gibilterra vista da sud.
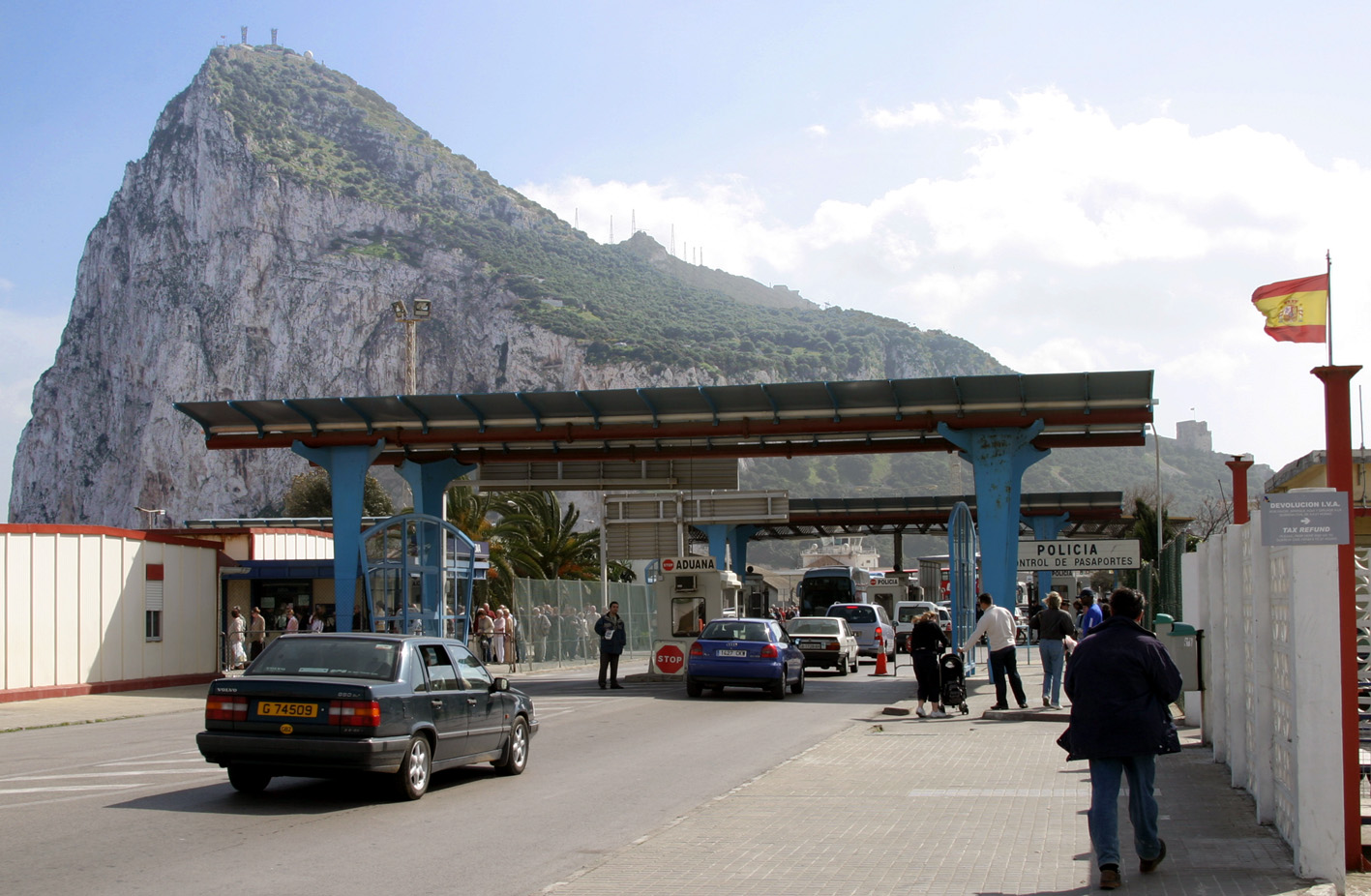
la Rocca di Gibilterra vista dal confine con la Spagna.
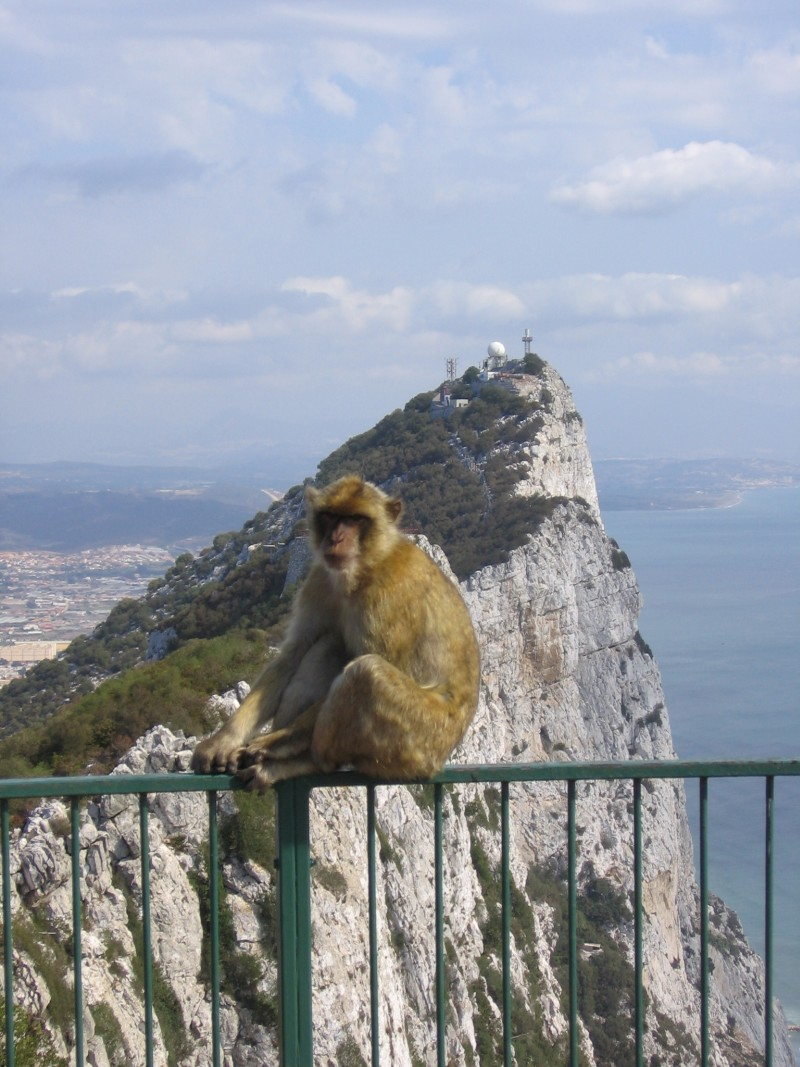
Una bertuccia di Gibilterra (Macaca sylvanus) di fronte alla Rocca.